# ゲオルク・グスタフ (プファルツ＝フェルデンツ公)
ゲオルク・グスタフ（ドイツ語：Georg Gustav, 1564年2月6日 - 1634年6月3日）は、プファルツ＝フェルデンツ公（在位：1592年 - 1634年）。

## 生涯
ゲオルグ・グスタフは、プファルツ＝フェルデンツ公ゲオルク・ヨハン1世（1543年 - 1592年）とスウェーデン王グスタフ1世・ヴァーサの娘アンナ・マリア（1545年 - 1610年）との間に長男として生まれた。ゲオルグ・グスタフはテュービンゲン大学で学んだ。
ゲオルク・グスタフは破産した公領を父から継承し、1592年より弟たちと共同統治をおこなった。ゲオルグ・グスタフはフェルデンツとラウターエッケンを保持し、弟のヨハン・アウグストはリュッツェルシュタインを受け取り、ルートヴィヒ・フィリップとゲオルク・ヨハン2世は共にグッテンベルクを受け取り、ゲオルク・ヨハン2世は兄ヨハン・アウグストの死後にリュッツェルシュタインをも継承した。ゲオルグ・グスタフは父と同じルター派であったが、和協信条に署名したのはゲオルグ・グスタフだけであった。
17世紀初頭、ゲオルグ・グスタフはリックスハイムのベネディクト修道院をプロテスタント難民の定住地（Exulanten）とした。1600年、ゲオルグ・グスタフはプファルツ＝ツヴァイブリュッケン公と和解し、その結果アルゼンツにおけるゲオルグ・グスタフの領地はツヴァイブリュッケンに譲渡された。
三十年戦争の間に、スペイン軍はゲオルグ・グスタフを公領から追放し、トリーア大司教フィリップ・クリストフ・フォン・ゼーターンが領地を占領した。ゲオルグ・グスタフの息子レオポルト・ルートヴィヒは、1648年にヴェストファーレン条約で土地を取り戻した。
ゲオルグ・グスタフは、母アンナ・マリア、2番目の妃マリー・エリーザベトおよび同名の娘マリー・エリーザベトと同様に、レミギウスベルクの聖レミギウス教区教会に埋葬された。

## 結婚と子女
1586年5月31日にヴュルテンベルク公クリストフの娘でヘンネベルク伯ゲオルク・エルンストの未亡人エリーザベト（1548年 - 1592年）と結婚したが、この結婚で子供は生まれなかった。
1601年5月17日にツヴァイブリュッケンにおいてプファルツ＝ツヴァイブリュッケン公ヨハン1世の娘マリー・エリーザベトと結婚した。この結婚で以下の子女が生まれた。
- アンナ・マグダレーネ（1602年 - 1630年） - 1617年にミュンスターベルク公ハインリヒ・ヴェンツェルと結婚
- ヨハン・フリードリヒ（1604年 - 1632年）
- ゲオルク・グスタフ（1605年）
- エリーザベト（1607年 - 1608年）
- カール・ルートヴィヒ（1609年 - 1631年）
- ヴォルフガング・ヴィルヘルム（1610年 - 1611年）
- ゾフィー・ジビッレ（1612年 - 1616年）
- マリー・エリーザベト（1621年 - 1622年）
- マグダレーネ・ゾフィー（1622年 - 1691年）
- レオポルト・ルートヴィヒ（1625年 - 1694年） - プファルツ＝フェルデンツ公